# GIMPshop
GIMPshop è stata una versione modificata del software di grafica libero e open source GNU Image Manipulation Program (GIMP), che replicava l'aspetto di Adobe Photoshop. Ha come obiettivo quello di rendere accessibile GIMP agli utilizzatori di Photoshop, come affermato dallo sviluppatore.
Lo sviluppo di GIMPshop cessò di fatto nel 2007 e la versione finale si basava sulla versione 2.2.11 di GIMP.

## Caratteristiche
Possiede numerose caratteristiche di GIMP, tra cui la possibilità di essere personalizzato e la disponibilità su più piattaforme, mentre la grafica è cambiata tenendo conto delle critiche comuni nei confronti dell'interfaccia: in GIMPshop è stata modificata la struttura dei menu e i nomi dei comandi per una maggior corrispondenza con l'interfaccia di Photoshop. Nella versione per Windows, GIMPshop utilizza un plugin chiamato Deweirdifyer per combinare le numerose finestre dell'applicazione in maniera simile al sistema MDI utilizzato dalla maggior parte degli applicativi grafici Windows.
Da marzo 2006 l'applicazione supporta i plugin di Photoshop, attraverso il plugin pspi, per Microsoft Windows e Linux. Tutti i plugin di GIMP (filtri, pennelli ecc.) restano comunque disponibili.
Grazie all'interfaccia grafica modificata, molti tutorial per Photoshop possono essere utilizzati su GIMPshop senza cambiamenti, altri possono essere adattati per gli utenti di GIMPshop con modifiche minime.
GIMPshop è stato creato da Scott Moschella, di Next New Networks, e sviluppato originariamente per macOS. La versione per Mac OS X è un universal binary, e richiede X11.app per poter funzionare. GIMPshop è stato successivamente sviluppato anche per Windows, Linux e Solaris. L'unico cambiamento rispetto a GIMP, oltre a quelli già citati, è l'aggiunta di una finestra di sfondo all'interfaccia utente, spesso causa di bug sulla versione per Windows.